# Karl Heinlein
Karl Heinlein (25 aprile 1892 – 2 maggio 1960) è stato un calciatore austriaco, di ruolo centrocampista.

## Carriera

### Nazionale
Esordisce nella Nazionale austriaca il 26 dicembre 1917 contro la Svizzera, match perso 3-2. Gioca un secondo incontro amichevole nel 1919.

### Allenatore
Da manager guida il Građanski Zagabria, gli spagnoli del CE Europa nella massima divisione del 1929 e il Lucerna, club svizzero.